# Sigmodon hirsutus
Sigmodon hirsutus är en gnagare i släktet bomullsråttor som förekommer i Centralamerika och norra Sydamerika.

## Taxonomi
Populationen listades en längre tid som underart till Sigmodon hispidus men sedan början av 2000-talet godkänns den som art. Det finns inga allvarliga hot mot arten och den listas av IUCN som livskraftig (LC).
Enligt en studie från 2002 är arten närmast släkt med Sigmodon alleni.

## Utseende
Denna bomullsråtta blir med svans 22,5 till 36,5 cm lång och den väger 100 till 225 g. Honor är lite lättare än hannar. Pälsen på ovansidan är mörkbrun till svart med några gråa hår inblandade. Den blir på kroppssidorna ljusare och undersidan är ljusgrå, ibland med ljusbrun skugga. Svansen är bara glest täckt med hår och mörk. Skillnader mot Sigmodon hispidus finns huvudsakligen i de genetiska egenskaperna.

## Utbredning och habitat
Arten förekommer från delstaten Chiapas i Mexiko över Centralamerika till Colombia och Venezuela. En population i bergstrakter i Mexiko och Guatemala som för närvarande räknas som underart, Sigmodon hirsutus zanjonensis, utgör kanske en självständig art. Habitatet utgörs av gräsmarker och ödemark med några buskar samt av olika slags skogar. Sigmodon hirsutus besöker ofta odlingsmark.

## Ekologi
Individerna är vanligen aktiva på dagen. I regioner med täta populationer kan de även vara nattaktiv. Arten äter främst gröna växtdelar som kompletteras med frön, svampar och insekter. Sigmodon hirsutus bygger ett näste av växtdelar som göms under grenar som ligger på marken eller mellan klippor. Den använder även övergivna underjordiska bon som skapades av andra djur.
Gnagaren jagas av tornugglan och troligen av andra rovlevande djur.